# Флаг Свияжского сельского поселения
Флаг Свия́жского сельского поселения Зеленодольского муниципального района Республики Татарстан Российской Федерации.

## Описание
«Прямоугольное полотнище с отношением ширины к длине 2:3, составленное из трёх неравных горизонтальных полос: широкой голубой (вверху), фигурной жёлтой (в виде ряда ладей) и узкой голубой (с волнистым верхним краем) в соотношении 11:2:5. Широкая голубая полоса несёт вплотную к жёлтой стилизованное жёлтое изображение бревенчатой крепости, узкая — расположенное под изображением крепости белое с красными деталями изображение пяти появляющихся из воды рыб (окуней: два, один над другим, по центру, два со стороны древка и один со стороны свободного края). Тени и тёмные детали жёлтых и белых элементов выполнены оранжевым и серым цветами».

## Обоснование символики
Флаг создан с учётом герба Свияжского сельского поселения, разработанного на основе исторического герба города Свияжска Казанского наместничества, Высочайше утверждённого 18 (29) октября 1781 года.
Композиция флага отражает историю появления города Свияжска, начавшуюся со строительства крепости в 1551 году. История Свияжска уникальна в истории российского градостроительства. Зимой 1550 года в Угличских лесах была целиком срублена крепость: со стенами, башнями, домами и церквями. Затем в разобранном виде на судах по Волге размеченные брёвна доставили и заново собрали на высоком холме при устье реки Свияги: «везущи с собой готовы град деревян… того же лета нов, хитр сотворен».
Рыбы на флаге символизируют основное занятие местных жителей — рыбную ловлю.
Окунь — символ независимости, самостоятельности, воли, упорства.
Восстановление исторического герба показывает местных жителей как людей, заботящихся о своей истории и культуре и чтящих память своих предков.
Золото — символ богатства, стабильности, уважения, интеллекта.
Голубой цвет — символ чести, благородства, духовности, возвышенных устремлений; цвет водных просторов и бескрайнего неба.
Серебро — символ чистоты, совершенства, мира и взаимопонимания.
Красный цвет — символ мужества, силы, красоты, труда и праздника.